# سفير تايدر
سفير سليطي تايدر (بالفرنسية: Saphir Taïder)‏ (ولد يوم 29 فبراير 1992 في مدينة كاستر، فرنسا) لاعب كرة قدم فرنسي المولد يلعب في نادي جلف يونايتد الإماراتي و لعب سابقاً في صفوف منتخب الجزائر . ولعب سابقا في صفوف نادي ألبي الفرنسي ومع نادي غرونوبل ومع نادي بولونيا ونادي العين السعودي.

## نشأته
تايدر يحمل ثلاث جنسيات فرنسية وتونسية وجزائرية كونه من أب تونسي وأم جزائرية وأثير جدل كبير حول هذا اللاعب بين الدولتين تونس والجزائر حيث كان يريد كليهما خطفه لتمثيل الألوان الوطنية لكن الأخير فضل الجزائر بعد أن اطلعه حاليلوزيتش مدرب الخضر على مشروع المنتخب لما زاره في بولونيا في إيطاليا.

## المشاركات
كانت أول مشاركة له مع المنتخب الجزائري يوم 26 مارس 2013 ضد البنين لحساب الجولة الثالثة من تصفيات كاس العالم 2014 بالبرازيل وانتهت المبارات بانتصار المنتخب الجزائري بنتيجة 3-1 وساهم تايدر في فوز الجزائر وكان احسن لاعب في المباراة كما كان وراء الهدف الثاني الذي اعاد الروح للمنخب الجزائري في هذه المباراة ودخل قلوب الجماهير الجزائرية بسرعة من أول مشاركة له مع محاربي الصحراء.
يلعب سفير تايدر حاليا مع نادي العين السعودي في أول مواسمه بالدوري الممتاز 2020

## روابط خارجية
- سفير تايدر على موقع رابطة كرة القدم الفرنسية للمحترفين (الإنجليزية)
- سفير تايدر على موقع الدوري الأمريكي (الإنجليزية)
- سفير تايدر على موقع إي إس بي إن إف سي (الإنجليزية)
- سفير تايدر على موقع قاعدة بيانات كرة القدم.إي يو (الإنجليزية)
- سفير تايدر على موقع ناشيونال فوتبول تيمز (الإنجليزية)
- سفير تايدر على موقع Soccerbase.com (لاعب) (الإنجليزية)
- سفير تايدر على موقع Soccerway.com (الإنجليزية)
- سفير تايدر على موقع عالم كرة القدم.نت (الإنجليزية)
- سفير تايدر على موقع AS.com (الإسبانية)